# Rheocricotopus capensis
Rheocricotopus capensis är en tvåvingeart som först beskrevs av Freeman 1953.  Rheocricotopus capensis ingår i släktet Rheocricotopus och familjen fjädermyggor. Inga underarter finns listade i Catalogue of Life.